# Ник Кејв
Николас Едвард Кејв (енгл. Nicholas Edward Cave; Варакнабил, 22. септембар 1957) аустралијски је музичар, књижевник и глумац. Познат је по свом баритонском гласу и као фронтмен рок групе Nick Cave and the Bad Seeds. Кејвову музику карактерише емоционални интензитет, као и широк спектар опсесије смрћу, религијом, љубављу и насиљем.

## Младост
Ник Кејв је рођен у градићу Варакнабил у Викторији, Аустралија, као дете Даун и Колина Кејва. Има два брата, Тима рођеног 1952. и Питера рођеног 1954. и сестру Џули рођену 1959. Као дете преселио се са породицом у место Вангарати у руралној Викторији. Отац Колин по занимању је био учитељ, заљубљен у књижевност а његова мајка била је библиотекарка. Још као дете је певао у црквеном хору. Родитељи га 1970. шаљу у интернат у Мелбурн због лошег понашања у школи. Било му је 19 година када му је отац погинуо у саобраћајној несрећи.
Након средње школе, 1976. почиње студије сликарства али одустаје 1977. да би се посветио музици. У то време, почео је узимати хероин.

## Музичка каријера

### Рад са бендомThe Birthday Party(1973—1984)
Док се школовао, Кејв је упознао Мајка Харвија, Трејси Пју и Фила Калверта с којима је основао бенд по имену The Boys Next Door. У њихов репертоар су сврстали музику извођача: Дејвид Боуи, Лу Рид, Алис Купер и Рокси Мјузик. Недуго после им се придружује Роланд Хауард 1978. године.
Године 1980. мењају име бенда у the Birthday Party. Бенд је био јако познат по провокативним изведбама и по Кејву који се бацао за време концерата, вриштао, скидао и скакао на публику. Тадашња Кејвова девојка, Анита Лејн га прати свуда.
Бенд се недуго затим сели у Лондон а потом у Западни Берлин.
Због несугласица и свађа између Кејва и Хауарда, који су непрестано узимали хероин и алкохол, бенд се распада 1984. године.

### БендNick Cave and the Bad Seeds
Бенд са Ником као њиховим лидером и фронтменом издао је шеснаест студијских албума. Пичфорк назива групу један од најснажнијих бендова, са потпуно постигнутом дискографијом. Иако је њихов звук знатно променљив са једног албума на други, једна константа бенда је мешање различитих жанрова и структура песама. Критичари Стефан Томас Ерлевин и Стив Хјуи написали су: "Са бендом Bad Seeds, Кејв је наставио да истражује своје опсесије са религијом, смрћу, љубављу, Америком и насиљем са бизарним, понекад самосвесно еклектичним хибридом блуза, јеванђеља, рока и арт пост-пунка".
Ник Кејв сарађује и наступа са овим бендом и дан данас.

### Grinderman
У 2006. Кејв је формирао бенд Grinderman. Ник је изјавио да је оформио бенд како би "побегао од тежине рада" са бендом Bad Seeds. 
Први албум под називом Grinderman је издат 2007. а само три године касније су издали албум Grinderman 2.
Бенд се распао 2011. године.

### Музика у филмовима
Његов рад је приказан на сцени у филму "Пси у свемиру" из 1986.
Две његове песме су приказане у филму Wings of desire из 1987. Са групом Bad Seeds ради музику за филмове: Faraway, So Close!, Until the End of the World, Palermo Shooting, The Soul of a Man. 
Неке од песама су биле део холивудских блокбастера. "There is a Light" се појавила у филму Batman Forever 1995. године док је песма "Red Right Hand" била део филмова као што су: The X-Files, Dumb & Dumber, Scream, Scream 2 и 3, као и филм Hellboy.
"People Ain't No Good" се појавила у филму Shrek 2 а песма "O Children" је 2010. била део филма Harry Potter and the Deathly Hallows - Part 1.

## Књижевност
Кејв је издао своју прву књигу, 1988. године под називом King Ink. То је збирка текстова коју је писао заједно са Лидијом Линч. Године 1997, је издао King Ink II, који садржи текстове, песме и транскрипт радио есеја који је радио за Би-Би-Си у јулу 1996. године.
Док је био у Берлину, Kejv је почео да ради на томе шта ће постати касније његов дебитантски роман, And the Ass Saw the Angel (1989). Други роман The Death of Bunny Munro објављен је 8. септембра 2009..

## Приватни живот
Анита Лејн била му је девојка од краја 70-их до средине 80-их. Несумњиво је имала јак утицај на њега и његов рад и често је спомиње као његову "музу", иако је с њим снимила врло мало песама.
Однос су прекинули средином осамдесетих након чега Кејв почиње везу с Елизабет Рекер. Након завршетка дебитантског романа "And the Ass Saw the Angel", Кејв се сели из Западног Берлина, кратко пре рушења зида, у Сао Пауло у Бразил, где упознају Бразилку Вивиан Карнеиро. Са њом има сина Лука. Кеј има још једног сина имена Џетро, који живи с мајком Беом Лазенби у Аустралији.
Године 1993. се сели у Лондон.
Током 1998. и 1999, Кејв се посвећује рехабилитацији од двадесет година зависности од хероина и алкохола.
Током деведесетих је имао краткотрајну везу са певачицом П.Џ. Харви. Тада упознаје и данашњу супругу, британску манекенку Сузи Бик. У брак улазе 1999. и убрзо након тога рађају им се близанци Артур и Ерл. 2015. године његов син Артур пада са литице и умире. Убрзо после трагедије, Кејв снима документарац "One More Time With Feeling".
Године 2014. снима филм о свом животу 20 000 дана на Земљи.

## Дискографија
| Година | Подаци о албуму |
| ------ | --- |
| 1984.  | From Her to Eternity - Продуцентска кућа: Mute Records - Датум изласка: 18. јуна 1984. - CD/DVD реиздање: 27. април 2009.                              |
| 1985.  | The Firstborn Is Dead - Продуцентска кућа: Mute Records - Датум изласка: 3. јуна 1985. - CD/DVD reizdanje: 27. април 2009.                             |
| 1986.  | Kicking Against the Pricks - Продуцентска кућа: Mute Records - Датум изласка: 18. августа 1986. - CD/DVD reizdanje: 27. априла 2009.                   |
| 1986.  | Your Funeral... My Trial - Продуцентска кућа: Mute Records - Датум изласка: 3. новембра 1986. - Format: CD, vinyl - CD/DVD reizdanje: 27. априла 2009. |
| 1988.  | Tender Prey - Продуцентска кућа: Mute Records - Датум изласка: 19. јуна 1988.                                                                          |
| 1990.  | The Good Son - Продуцентска кућа: Mute Records - Датум изласка: 17. априла 1990.                                                                       |
| 1992.  | Henry's Dream - Продуцентска кућа: Mute Records - Датум изласка: 27. априла 1992.                                                                      |
| 1994.  | Let Love In - Producentska kuća: Mute Records - Датум изласка: 18. априла 1994.                                                                        |
| 1996.  | Murder Ballads - Продуцентска кућа: Mute Records - Датум изласка: 5. фебруара 1996.                                                                    |
| 1997.  | The Boatman's Call - Продуцентска кућа: Mute Records - Датум изласка: 3. марта 1997.                                                                   |
| 2001.  | No More Shall We Part - Продуцентска кућа: Mute Records - Датум изласка: 2. априла 2001.                                                               |
| 2003.  | Nocturama - Продуцентска кућа: Mute Records - Датум изласка: 3. фебруара 2003.                                                                         |
| 2004.  | Abattoir Blues/The Lyre of Orpheus - Продуцентска кућа: Mute Records - Датум изласка: 20. јуна 2004.                                                   |
| 2008.  | Dig, Lazarus, Dig!!! - Продуцентска кућа: Mute Records - Датум изласка: 3. марта 2008.                                                                 |
| 2013.  | Push the Sky Away - Продуцентска кућа: Bad Seed Ltd - Датум изласка: 18. фебруара 2013.                                                                |
| 2016.  | Skeleton Tree - Продуцентска кућа: Bad Seed Ltd - Датум изласка: 9. септембра 2016.                                                                    |
| 2019.  | Ghosteen - Продуцентска кућа: Bad Seed Ltd - Датум изласка: 4 октобра 2019.                                                                            |
| 2024.  | Wild God - Датум изласка: 2024. |

### Албуми са концерата и компилације
- Live Seeds (1993)
- The Best of Nick Cave and the Bad Seeds (1998)
- B-Sides & Rarities (3CD) (2005)